# Dolar
Dolar je službeno ime valute nekoliko zemalja i područja na svijetu, uključujući Australiju, Kanadu, istočne karipske otoke, Liberiju, Hong Kong, Novi Zeland, Singapur i SAD. Označava se oznakom $.
Dolar se bio također korišten u Škotskoj tijekom 17. stoljeća, gdje se tvrdi da je to izum Sveučilišta St. Andrews.
Riječ dolar dolazi od riječi thaler - talir, iz malog češkog rudarskog naselja Sankt Joachimthalers (dolina sv. Joakima). I naselje i dolina ležali su na bogatim nalazištima srebra, od kojeg se nekad kovao srebrni novac (Joachimtalers) s likom sv. Joakima. Ime srebrnjaka Joachimtalers je kasnije skraćeno na talers - taliri. Engleski thaler je preko Velike Britanije stigao u Ameriku.
Španjolski dolar je ime korišteno za španjolski srebrenjak, pezo, 8 dijelova srebrenjaka, koji je bio široko rasprostranjen kao sredstvo plaćanja u španjolskim kolonijama Novog svijeta.

## Znak dolara
Porijeklo znaka $ nije točno utvrđeno. Postoji mnogo objašnjenja znaka. Neki smatraju da potječe od broja osam (osam dijelova španjolskog dolara), neki opet misle da su to Heraklovi savijeni stupovi itd. Najprihvatljivija teorija glasi da je to rezultat promjene od meksičkog ili španjolskog "P's" kao oznake za pesos. Ova teorija se temelji na proučavanju starih rukopisa, gdje se slovo "S" pisalo preko slova "P" i razvilo se u "$".
Države koje rabe dolar kao sredstvo plaćanja, obračuna i razmjene:
- Australija - australski dolar
- Barbados - barbadoski dolar
- Bahami - bahamski dolar
- Belize - belizejski dolar
- Bermudski otoci - bermudski dolar
- Brunej - brunejski dolar
- Fidži - fidžijski dolar
- Karibi - istočnokaripski dolar
- Kanada -  kanadski dolar
- Kajmanski otoci - kajmanski dolar
- Gvajana - gvajanski dolar
- Hong Kong - hongkonški dolar
- Jamajka - jamajčanski dolar
- Liberija - liberijski dolar
- Namibija - namibijski dolar
- Novi Zeland -  novozelandski dolar
- Singapur - singapurski dolar
- Salomonski Otoci - salomonskootočni dolar
- Surinam - surinamski dolar
- Tajvan - novotajvanski dolar
- Trinidad i Tobago - trinidadtobaški dolar
- SAD -  američki dolar
- Zimbabve - zimbabveanski dolar

## Neke od povijesnih valuta
- dolar Malaje i Britanskog Bornea
- malezijski dolar
- mongolski dolar
- newfoundlandski dolar
- rodezijski dolar
- stari tajvanski dolar
- straits dolar
- španjolski dolar